# エリーザベト・フォン・デア・プファルツ (1381-1408)
エリーザベト・フォン・デア・プファルツ（ドイツ語：Elisabeth von der Pfalz, 1381年10月27日以前 - 1408年12月31日）は、オーストリア公フリードリヒ4世の最初の妃。

## 生涯
エリーザベトは、ローマ王ループレヒトとエリーザベト・フォン・ニュルンベルク（ニュルンベルク城伯フリードリヒ5世の娘）の間の娘で、6人の兄弟と3人の姉妹がいた。1406年12月24日にインスブルックでオーストリア公フリードリヒ4世と結婚し、これにより父ループレヒトとレオポルト系ハプスブルク家との同盟が成立した。しかし結婚後まもなく、エリーザベトは娘エリーザベトの出産時に27歳で死去し、生まれた娘も生後間もなく死去した。エリーザベトはチロルにあるシュタムス修道院に埋葬された。
ブラントシュテッター（Klaus Brandstätter）は、結婚式は1407年の11月か12月にロッテンブルクで行われたとしている。